# Lawrence Kasdan
Lawrence Kasdan (født 14. januar 1949 i Miami, Florida) er en amerikansk filminstruktør, filmproducer og manuskriptforfatter. 
Kasdan første bidrag til filmbranchen kom i midten af 1970'erne, da han solgte sit manuskript for Bodyguard til Warner Bros (hvilket endeligt blev blev til en film i 1992). 1979 samarbejde Kasdan med George Lucas for at færdiggøre manuskriptet til hans Star Wars-film.
Han har skrevet manuskriptet til storfilmen Star Wars: The Force Awakens (2015) sammen med J.J. Abrams og Michael Arndt og til Solo: A Star Wars Story (2018) sammen med sin søn Jon Kasdan.